# Blyxa hexandra
Blyxa hexandra är en dybladsväxtart som beskrevs av C.D.K.Cook och Luond. Blyxa hexandra ingår i släktet Blyxa och familjen dybladsväxter. IUCN kategoriserar arten globalt som otillräckligt studerad. Inga underarter finns listade.